# Важді Кешріда
Важді Кешріда (араб. وجدي كشريدا, фр. Wajdi Kechrida, нар. 5 листопада 1995, Ніцца) — туніський футболіст, правий захисник грецького «Атромітоса» та національної збірної Тунісу.

## Клубна кар'єра
Народився 5 листопада 1995 року у французькій Ніцці. Вихованець юнацьких команд місцевої «Ніцци», а згодом перебрався на історичну батьківщину, де приєднався до системи клубу «Етюаль дю Сахель».
У дорослому футболі дебютував 2016 року виступами за головун команду «Етюаль дю Сахель», у якій провів п'ять сезонів, взявши участь у 67 матчах чемпіонату. 
2021 року перейшои до італійської «Салернітани». У новій команді не став основним гравцем, а згодом взагалі припинив потрапляти до її складу.
У серпні 2022 року став гравцем грецького «Атромітоса».

## Виступи за збірні
2015 року залучався до складу молодіжної збірної Тунісу. На молодіжному рівні зіграв у 4 офіційних матчах.
2019 року дебютував в офіційних матчах у складі національної збірної Тунісу.
У складі збірної — учасник Кубка африканських націй 2019 року в Єгипті та чемпіонату світу 2022 року в Катарі.
| Дата       | Місто         | Господарі            | Результат               | Гості                | Турнір                                      | Голи | Примітки |
| ---------- | ------------- | -------------------- | ----------------------- | -------------------- | ------------------------------------------- | ---- | -------- |
| 22-3-2019  | Радес         | Туніс                | 4 – 0                   | Есватіні             | Відбір до Кубка африканських націй 2019     | -    |          |
| 11-6-2019  | Вараждин      | Хорватія             | 1 – 2                   | Туніс                | товариський матч                            | -    | 88'      |
| 17-6-2019  | Радес         | Туніс                | 2 – 1                   | Бурунді              | товариський матч                            | -    | 46'      |
| 24-6-2019  | Суец          | Туніс                | 1 – 1                   | Ангола               | Кубок африканських націй 2019 - 1-й етап    | -    |          |
| 28-6-2019  | Суец          | Туніс                | 1 – 1                   | Малі                 | Кубок африканських націй 2019 - 1-й етап    | -    |          |
| 2-7-2019   | Суец          | Мавританія           | 0 – 0                   | Туніс                | Кубок африканських націй 2019 - 1-й етап    | -    |          |
| 8-7-2019   | Ісмаїлія      | Гана                 | 1 – 1 д.ч. (4 – 5 п.п.) | Туніс                | Кубок африканських націй 2019 - 1/8 фіналу  | -    |          |
| 11-7-2019  | Каїр          | Мадагаскар           | 0 – 3                   | Туніс                | Кубок африканських націй 2019 - чвертьфінал | -    |          |
| 12-10-2019 | Радес         | Туніс                | 0 – 0                   | Камерун              | товариський матч                            | -    |          |
| 20-10-2019 | Сале          | Лівія                | 1 – 2                   | Туніс                | Qualif. CHAN 2020                           | -    |          |
| 9-10-2020  | Туніс (місто) | Туніс                | 3 – 0                   | Судан                | товариський матч                            | -    |          |
| 17-11-2020 | Дар-ес-Салам  | Танзанія             | 1 – 1                   | Туніс                | Відбір до Кубка африканських націй 2021     | -    | 78'      |
| 28-3-2021  | Радес         | Туніс                | 2 – 1                   | Екваторіальна Гвінея | Відбір до Кубка африканських націй 2021     | -    |          |
| 5-6-2021   | Туніс (місто) | Туніс                | 1 – 0                   | ДР Конго             | товариський матч                            | -    |          |
| 15-6-2021  | Радес         | Туніс                | 1 – 0                   | Малі                 | товариський матч                            | -    | 70'      |
| 3-9-2021   | Радес         | Туніс                | 3 – 0                   | Екваторіальна Гвінея | Відбір до ЧС 2022                           | -    | 46'      |
| 7-10-2021  | Радес         | Туніс                | 3 – 0                   | Мавританія           | Відбір до ЧС 2022                           | -    |          |
| 13-11-2021 | Малабо        | Екваторіальна Гвінея | 1 – 0                   | Туніс                | Відбір до ЧС 2022                           | -    | 90'      |
| Усього     |               | Матчів               | 18                      |                      | Голів                                       | 0    |          |

## Титули і досягнення
- Володар Кубка Еміра Катару (1):

«Аль-Гарафа»: 2025